# Annemieke Bes
Annemieke Marileen Bes (* 16. März 1978 in Groningen) ist eine ehemalige niederländische Seglerin.

## Erfolge
Annemieke Bes nahm an drei Olympischen Spielen teil. 2004 verpasste sie in der Bootsklasse Yngling als Vierte noch knapp einen Medaillengewinn. Bei den Olympischen Spielen 2008 in Peking war sie gemeinsam mit Merel Witteveen Crewmitglied von Rudergängerin Mandy Mulder im Yngling und gewann mit diesen die Silbermedaille, als sie dank 31 Punkten hinter den Britinnen und vor den Griechinnen Zweite wurde. Nach den Spielen wechselte sie in die Bootsklasse Elliott 6m und ging in diesem bei den Spielen 2012 in London an den Start. Nach einer Niederlage im Match Race gegen Australien schied das niederländische Boot im Viertelfinale aus. 2008 wurde Bes im Yngling Vizeeuropameisterin, im Elliott sicherte sie sich 2011 EM-Bronze.